# Klement Borový

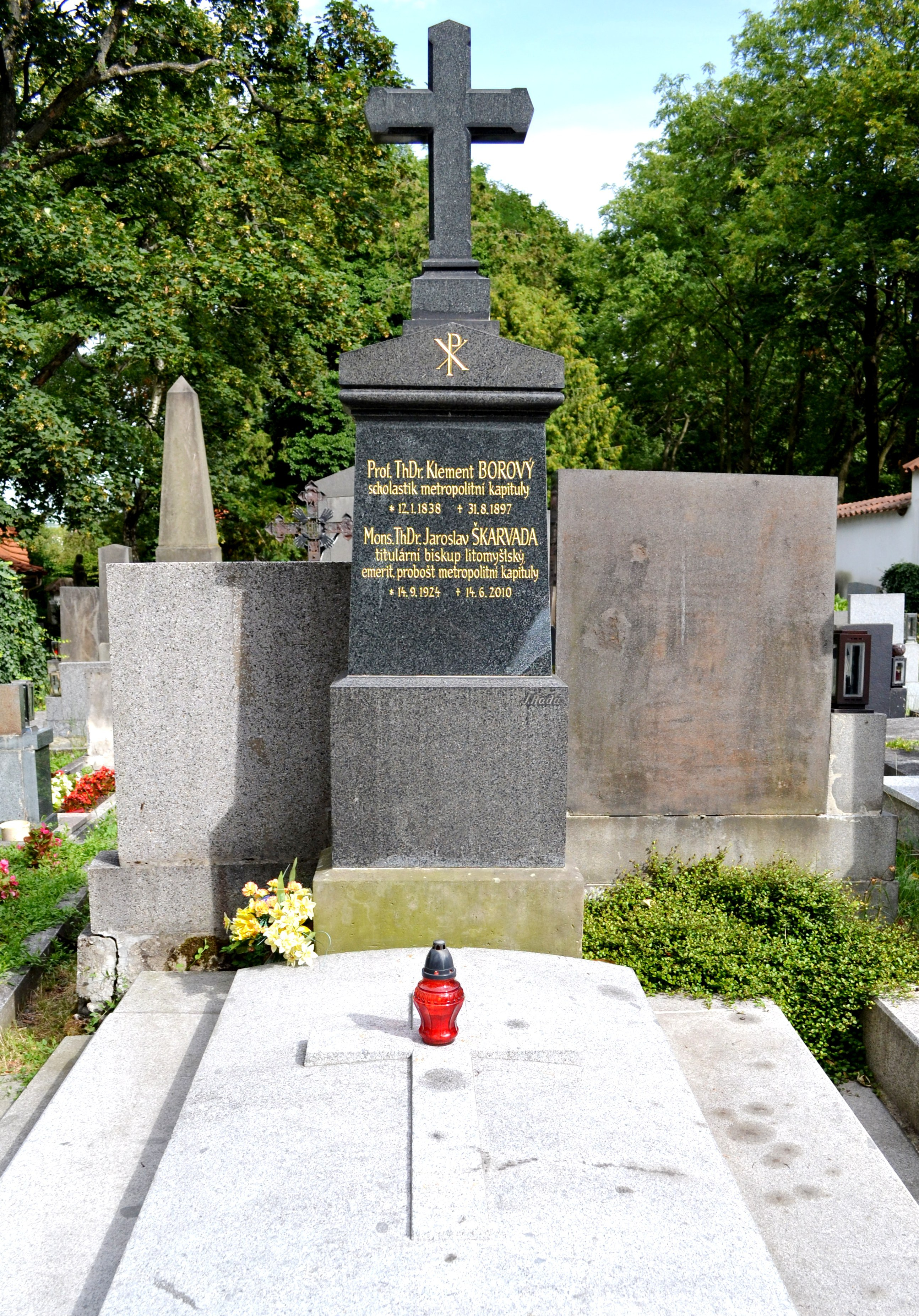
Hrob Klementa Borového a biskupa Jaroslava Škarvady na hřbitově v Praze 6 – Břevnově

Klement Borový (12. ledna 1838 Riegersburg, Hardegg, Dolní Rakousy – 31. srpna 1897 Praha) byl český katolický kněz, profesor církevního práva a fundamentální teologie na pražské univerzitě, kanovník Svatovítské kapituly a odborný spisovatel. Knižně a časopisecky publikoval teologické, historické a biografické studie. Prosazoval práva českého jazyka na univerzitě. Třicet let vedl Časopis katolického duchovenstva. Byl zvolen do pražské rady obecních starších a českého zemského sněmu. Aktivně se účastnil veřejného a spolkového života v Praze. Byl oceňovaný pro odborné znalosti, humanismus a vlastenectví.

## Život
Narodil se 12. ledna 1838 v Riegersburgu (dnes část obce Hardegg v Dolním Rakousku), ale již v dětství se s rodiči odstěhoval do Čech, na Komorní Hrádek u Benešova, kde jeho otec pracoval jako zahradník u knížete Khevenhüllera. Roku 1847 začal navštěvovat piaristické gymnázium v Benešově, středoškolská studia dokončil na pražském novoměstském gymnáziu roku 1855. Téhož roku nastoupil do arcibiskupského semináře. 22. července 1859 jej arcibiskup Bedřich Schwarzenberg vysvětil na jáhna a 13. května 1860 na kněze. Po svěcení se stal adjunktem bohoslovecké fakulty a představeným arcibiskupského konviktu. Roku 1862 získal titul ThDr. a podnikl studijní cestu do Německa. V roce 1863 se habilitoval na docenta v oboru církevního práva. O čtyři roky později byl jmenován mimořádným a roku 1871 řádným profesorem církevního práva a fundamentální teologie.
V letech 1867–71 pracoval jako zástupce ředitele arcibiskupského semináře. Roku 1868 se stal zkušebním komisařem pro farní zkoušky, v roce 1874 radou církevního soudu a obhájcem manželství. V letech 1875 a 1880 zastával úřad děkana bohoslovecké fakulty; během druhého funkčního období aktivně prosazoval osamostatnění české univerzity. Jeho zásluhy ve vědním oboru církevní právo byly oceněny volbou do Královské české společnosti nauk (mimořádný člen od 11. června 1884), řádným členem České akademie věd a umění se stal 1. prosince 1891.
V roce 1883 opustil univerzitu a stal se kanovníkem Svatovítské kapituly. Stal se také ředitelem Dědictví svatojánského (1884–96), starostou Dědictví svatoprokopského a předsedou Křesťanské akademie. Byl zvolen za člena pražské rady obecních starších a roku 1889 i za poslance českého zemského sněmu v kurii velkostatkářů. 
Účastnil se také činnosti dalších organizací, například Jednoty katolicko-politické, Historického spolku, nebo Svatováclavské záložny a s ní spojené Křesťanské akademie. V Křesťanské akademii byl zvolen do předsednictva a předsedal vědeckému odboru. 
Třicet let (1867–97) redigoval Časopis katolického duchovenstva, zpočátku společně s Karlem Vinařickým.
2. prosince 1894 jej cestou ze slavnostního zasedání České akademie věd a umění, na níž měl projev o chorvatském knězi a historikovi Franjovi Račkim, ranila mrtvice[nepřesný odkaz]. Léčil se v Benátkách a Janských Lázních, ale po dalším záchvatu už musel přestat pracovat a byl upoutaný na lůžko. Zemřel ve svém hradčanském bytě 31. srpna 1897. Pohřben byl u sv. Markéty v Břevnově.

## Dílo
Jako student semináře přispíval do psaného zábavného časopisu Viola. V té době mimo jiné napsal dvě historické povídky – Lydie a Hortensie – které vyšly roku 1859 knižně.
Od roku 1863 přispíval do Časopisu katolického duchovenstva. Roku 1867 se stal jeho spoluredaktorem (společně s Karlem Vinařickým a o dva roky později samostatným redaktorem. Tento vědecký teologický časopis vedl do konce života a svými články si získal takový věhlas, že byl roku 1884 jmenován mimořádným členem Královské české společnosti nauk a roku 1891 řádným členem České akademie věd a umění. Chorvatský biskup Josip Juraj Strossmayer ho jmenoval čestným konsistorním radou.
Knižně vydal např.:
- Jednání a dopisy konsistoře katolické i utrakvistické (1868–9), historický spis
- Mnoholi pravdy skutečné nalézáme na těch výhodách, jež dle brožurky z Vídně rozeslané, prý nám poskytuje nový zákon manželský (1868) — odmítavá reakce na informace, obsažené v anonymní brožuře K odůvodnění zákona manželského z r. 1868, která byla v té době rozšiřovaná. Za publikaci byl Borový soudně stíhán pro rušení veřejného pokoje. Před soudem ale prokázal, že se jeho nesouhlas, podložený katolickou věroukou, vztahoval pouze k dané brožuře a nikoli k zákonu a byl osvobozen.[7]
- Antonín Brus z Mohelnice, arcibiskup pražský (1873), životopis pražského arcibiskupa ze 16. století, poctěný cenou teologické fakulty a přeložený i do němčiny[3]
- Čtyři doby v historii české (1873)
- Dějiny diecése pražské (1874)
- Národní dům český v Římě (1874)
- Libri erectionum archidioecesis Pragensis saeculo XIV. et XV. (1875–89) [3]
- Bedřich kníže ze Švarcenberku, kardinál pražský (1875), na počest 25. výročí Schwarzenbergova uvedení do úřadu pražského arcibiskupa[3]
- Martin Medek, arcibiskup pražský (1877), život a doba pražského arcibiskupa z konce 16. století
- Sv. Jan Nepomucký, mučeník a hlavní patron království českého (1878), životopis a historie uctívání světce
- Úřední sloh církevní (1879 s pozdějšími reedicemi), podrobná příručka pro duchovní při výkonu administrativních úkonů[3]